# ピュドナの戦い (紀元前168年)
ピュドナの戦い（ピュドナのたたかい、英: Battle of Pydna）は第三次マケドニア戦争において紀元前168年6月22日にルキウス・アエミリウス・パウルス・マケドニクス率いるローマ軍とペルセウス王率いるアンティゴノス朝マケドニア軍との間で戦われた会戦である。
この戦いはしばしば柔軟さを欠くマケドニアのファランクスに対して柔軟性に富むローマのレギオンが勝利したものと見なされている。

## 背景
紀元前179年のマケドニア王ピリッポス5世の死後、その息子ペルセウスが王位についた。ペルセウスは北方の蛮族対策と称して軍備を増強し、父王の親ローマ路線から反ローマ路線へと舵を切った。
軍備増強の後、マケドニアはペルガモン王国に侵攻した。ペルガモンはローマに救援を求め、ローマがそれに応じ、ギリシアへと軍勢を送ったことで第三次マケドニア戦争が勃発した。緒戦マケドニア軍はローマの陸海軍に対して優勢に戦いを進めた。このため、ローマは紀元前168年にマケドニア軍に太刀打ちできる人物としてルキウス・アエミリウス・パウルス・マケドニクスを執政官に選び、ギリシアへ派遣した。
ギリシアに着いたパウルスは早速ペルセウスとの戦いを開始した。ペルセウスは周囲を城壁や柵で固めつつ、「オリュンポスの山裾が海に没するあたり」に陣取っており、難攻不落であった。何日かの間両軍はにらみ合っていたが、その間パウルスは周囲を調査し、ピュテイオンとペトラを経てペライビアへと抜ける道が無防備であると知った。そこで彼はプブリウス・コルネリウス・スキピオ・ナシカ・コルクルムに8200人の歩兵と120騎の騎兵を与えて、その道を通って沿岸地域まで周り込み、敵を包囲しようとみせかけた。
しかし、この目論見はローマ軍から脱走してきたクレタ人によってペルセウスの知るところとなり、彼は傭兵10000とマケドニア兵2000をミロンに与えて差し向けた。結果、ミロンはナシカに敗れ、これを知ったペルセウスはピュドナへと後退した。その時マケドニア軍が着陣した場所は平坦な地形で、ファランクスを展開するのに適していた。
ナシカの部隊と合流したパウルスはマケドニア軍に対陣した。その夜、月食が起きた。パウルスが月食について知っていたこともあり、ローマ人は月の光を呼び戻す儀式を行ったのに対し、マケドニア軍は月食に恐れおののき、王が滅ぶ徴候だと言う噂が流れた。このため、マケドニア軍の士気は戦いの前には既に落ちていた。

## 会戦
翌日の午後、戦いは始まった。戦いの開始はプルタルコスの伝えるところでは、パウルスは敵の攻撃を誘発するために轡をはめていない馬を放ち、それをローマ兵に追わせた。あるいは、ローマ軍の馬をマケドニア側のトラキア兵が襲い、これに対してローマ側のリグリア兵700人が交戦し始め、これへの加勢から戦いが広まり、両軍の全面衝突と相成ったという。
当初、戦いは互角に展開したが、やがてローマの前衛をマケドニアのファランクスが突破した。この戦いでのマケドニア軍ファランクスのサリッサ（マケドニア軍のファランクスが用いた長槍）の林を前にしてパウルスは驚愕と恐怖に捕えられたという。さらに、その後方の部隊も破れたため、ローマ軍はオロクロンという山まで後退した。マケドニア軍はこれを追撃したが、戦列が長く延びたためにファランクスの隊列は乱れ、隙間や割れ目ができた。そこでパウルスは部隊を小分けして敵の戦列の隙間や裂け目への集中攻撃・各個撃破を命じた。白兵戦ともなればサリッサは役に立たないため、マケドニア軍はサリッサを捨てて戦ったが、彼らの短剣と小さな革張りの盾ではローマ軍の剣と大きく重い盾には抗し得ず、敗走した。マケドニア軍の精鋭部隊3000人は踏みとどまって戦ったものの、全滅した。
戦いは規模の大きさにもかかわらず、一時間ほどで終わった。この戦いでマケドニア軍は25000人以上が戦死したのに対し、ローマ軍の戦死者はポセイドニオスによれば100人、ナシカによれば80人のみだった。
ポリュビオスは、ペルセウスは戦いの早い段階で怖じ気付き、騎兵のほとんど全部と共に逃げ去った、と述べている。
一方、ポセイドニオスは、ペルセウスは勇敢に戦ったが、敵の投げ槍によって負傷したために戦場を離れたと述べている。いずれもプルタルコスによって伝えられている内容である。

## 結果
逃亡の後、戦いで臆病を示したペルセウスは兵士はおろか臣民からも見捨てられ、財産をクレタ人に巻き上げられ、極め付きにはサモトラケ島に渡った後、ローマ軍に捕えられた。その後、彼はローマでのパウルスの凱旋式において戦利品として彼の子供ともども人々の見世物になった後、軟禁された後獄死した。
第三次マケドニア戦争の敗戦によってマケドニア王国は滅ぼされ、四つの共和国に解体されたが、やがてローマの属州となった。これはまた、セレウコス朝（紀元前63年）、プトレマイオス朝（紀元前30年）と続くローマによるヘレニズム三王国の滅亡の先駆けでもあった。